# RACI図
RACI図（英: RACI diagram）は、プロジェクトや何らかの工程をチームあるいは人々に役割分担させる際に使用される図の一種である。複数の組織が共同で行うプロジェクトなどで、役割分担を明確化するのに特に有効とされる。RACIチャートとも。

## 方法論
RACI図は、タスクを4種類の参加者の責任型に分割する。また、プロジェクトや工程毎に各参加者には異なる役割が割り当てられる。この責任型の名称の頭字語が RACI である。
- Responsible（実行責任者） - タスク達成のために働く責任者。複数のリソースについて責任を持つことがある。
- Accountable（説明責任者） - タスクの正しい完了について外部からの問合せに対して責任を持って対応する。各タスクの窓口は1つでなければならない。
- Consulted（協業先） - 意見を求められる者。双方向の対話。
- Informed（報告先） - 進捗を常に把握している者。一方向の通信。

実行責任者と説明責任者は同一の人間に割り当てられることが多い。それ以外では、一般にプロジェクトの各タスクについて、各参加者が高々1つの役割を割り当てられるのが推奨されている。しかし、企業や組織によっては、1人に複数の責任型を割り当てることもある。これは、役割が計画時点で決められないことを暗に示しており、各タスクにおける役割分担を明確化するというRACI図の価値を減じることになる。
RACI図は、タスクと参加者を並べた2次元の表の形式であり、各マスがタスクと参加者の組合せを表している。そして、各マスに R/A/C/I の責任型を割り当てていく。何も割り当てられないマスもあるし、1つのタスクに4つの責任型が揃わないこともある。

## 派生
この手法には様々な派生手法があり、責任型を追加したり、R と A の定義を変えたりしたものがある。
RACI-VS（VARISC）
次の2つの役割を追加した拡張版
- Verifies（検証者） - プロジェクトの成果物が所期の受け入れ基準を満たしているかどうかをチェックする責任を持つ。
- Signs off（承認者） - V の判断を承認し、成果物の受け渡しに責任を持つ。

CAIRO（RACIO）
RACI図の基本的考え方を踏襲し、O（Out of the loop、または Omitted）すなわち部外者として、タスクに関係ない者を明確化する。
RASCI
実行責任（R）を次の2つに分割したもの
- Responsible（実行責任者） - タスクについて責任を負う者。
- Support（サポート） - 実行責任者の配下に割り当てられた人員。協業先とは異なり、実際にタスクを実行する。

RACI （別の手法）
R と A の定義を本来のものとは変更したもの。実行責任者と説明責任者は混同されやすいため、より実用的にしたものと言える。
- Responsible（責任者） - タスク全体に責任を負う。各タスクに必ず1人割り当てられる。
- Assists（補佐者） - 責任者の配下でタスクの実行を受け持つ。
- Consulted（協業先）
- Informed（報告先）